# Holzhafen (Naturschutzgebiet)
Der Holzhafen ist ein Hafenbecken im Süden der Billwerder Bucht in Hamburg und ein nach diesem Hafenbecken benanntes Naturschutzgebiet.

## Naturschutzgebiet
Das Naturschutzgebiet wurde im März 2013 als 32. Naturschutzgebiet in der Stadt Hamburg ausgewiesen. Es erstreckt sich auf einer Fläche von rund 80 Hektar und umfasst den südlichen Teil der Halbinsel Kaltehofe sowie Wasser- und Süßwasserwattflächen des Holzhafens. Darüber hinaus ist eine Fläche im Süden des Holzhafens bis zur Autobahn 1 sowie die bewaldete Fläche zwischen dem Yachthafen und der Autobahn in das Schutzgebiet einbezogen. Die Fläche im Süden des Holzhafens war bis 2008 eingedeicht. Sie wurde als Ausgleichsmaßnahme für den sechsspurigen Ausbau der Autobahn 7 rückgedeicht und Priele angelegt. Hier entwickeln sich Auwald und Röhrichtflächen. Südlich der Autobahn 1 schließt sich das Naturschutzgebiet „Auenlandschaft Obere Tideelbe“ an.

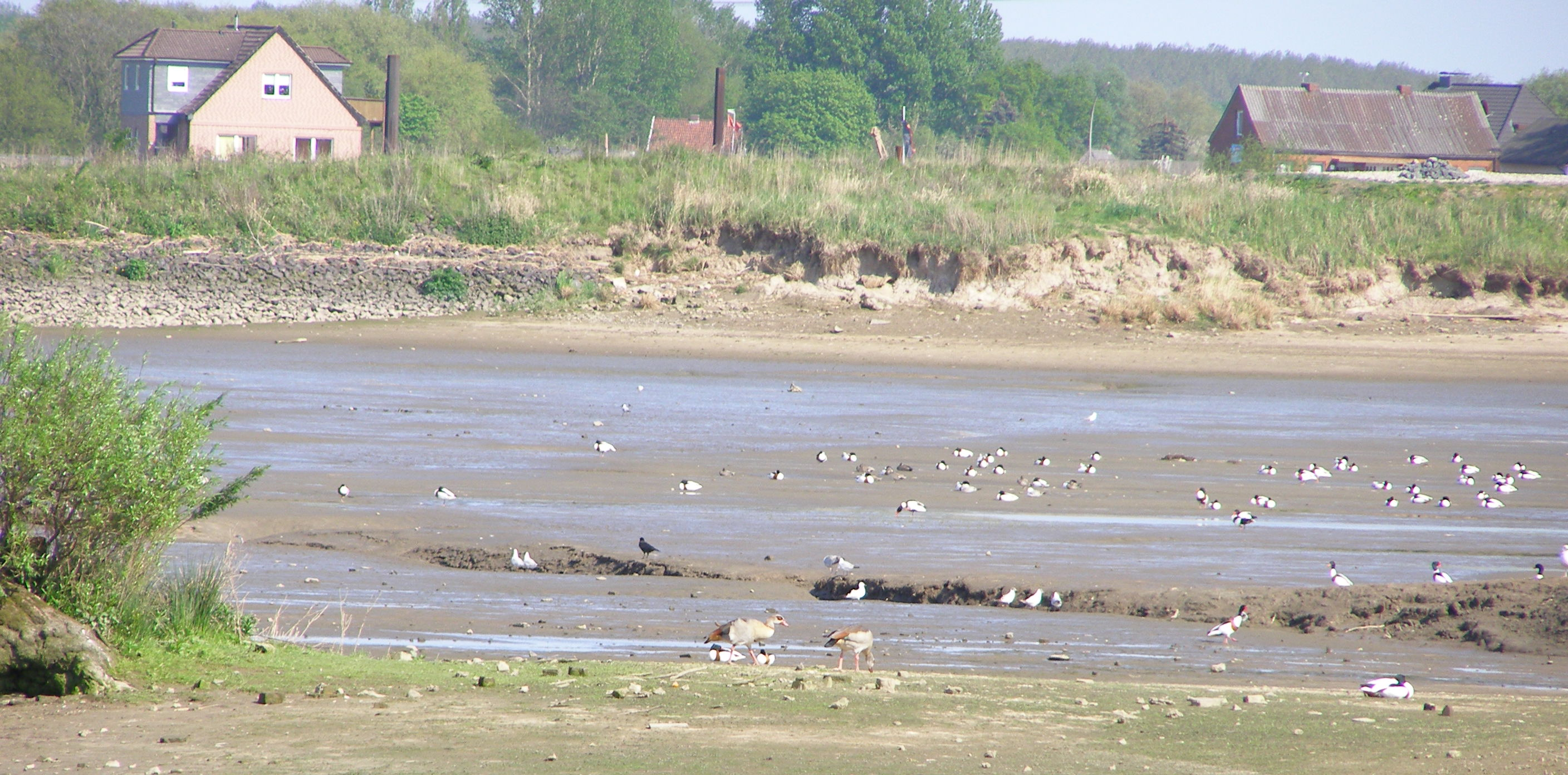
Brand- und Nilgänse 2012 im Holzhafen

Die Ausweisung des Holzhafens als Naturschutzgebiet dient auch als Ausgleichsmaßnahme für die Teilzuschüttung des Mühlenberger Lochs im Zuge der Airbus-Werkserweiterung und der dabei verlorengegangenen Wattflächen. Das Naturschutzgebiet ist zusätzlich als EU-Vogelschutzgebiet gemeldet. Der BUND kritisierte, dass der Holzhafen bereits vor der Unterschutzstellung ein faktisches Vogelschutzgebiet darstellte und der ökologische Wert des Gebietes nicht neu geschaffen wurde. Es könnte somit nicht für die Kohärenzsicherung des Natura-2000-Netzwerkes genutzt werden.
Die Uferbereiche im Holzhafen sind auf weiten Strecken mit Deckwerken aus Steinen und Schlacke geschützt. Diese sollen zurückgebaut werden, um eine natürliche Besiedelung des Ufers zu ermöglichen. Die Wasserflächen im Osten des Holzhafens sind teilweise aus dem Naturschutzgebiet ausgespart. Hier verläuft die Fahrrinne zum Yachthafen in der Alten Dove Elbe.
Der Holzhafen verfügt über ausgedehnte, tidebeeinflusste Wasser- und Wattflächen. Hier sind u. a. Pfeifente, Schnatterente und Spießente heimisch. Der Holzhafen stellt ein wichtiges Rastgebiet für Zugvögel wie Löffelente, Krickente und Brandgans sowie andere Wasser- und Watvögel dar. Gleichzeitig ist er wichtiges Nahrungs-, Laich- und Aufwuchsgebiet für Fische. Im Naturschutzgebiet kommen in Hamburg vom Aussterben bedrohte Pflanzenarten wie Lanzettblättriger Froschlöffel, Spreizendes Greiskraut und Schierlings-Wasserfenchel vor.
Das Naturschutzgebiet ist vom Moorfleeter Hauptdeich aus gut einsehbar. Das Gebiet wird von der Gesellschaft für ökologische Planung und dem Landesverband Hamburg der Schutzgemeinschaft Deutscher Wald betreut.